# Bieito Cupeiro
Bieito Cupeiro (parroquia de Barallobre, Fene, provincia de La Coruña, 14 de febrero de 1914 - Buenos Aires, junio de 1993) fue un maestro y escritor nacionalista gallego que formó parte de los intelectuales gallegos emigrados a la Argentina que hicieron resurgir la cultura gallega en los tiempos oscuros que pasó Galicia durante la guerra civil española y en el franquismo.

## Biografía
Bieito Cupeiro vivió en su pueblo natal hasta los 22 años. En 1936 emigró a la Argentina, donde su padre residía desde había tiempo. En 1941, se decidió por Buenos Aires, donde ya se desarrollaba una fuerte e intensa vida cultural.
En 1945 comenzó a vincularse a la Federación de Sociedades Gallegas, donde muy enseguida pasó a integrar la Comisión de Cultura, que redactaba el periódico Galicia. En 1947 conoció a Castelao, integrándose en el grupo de la Irmandade Galega fundado por aquel. Fue colaborador del periódico A Nosa Terra y mentor y asesor de las Mocidades Galeguista, organización de la que surgiría Xosé Neira Villas.
Director de la revista Orzán, también colaboró con Vieiros, editada en México. Su verdadera trascendencia la consiguió cómo educador. En 1979, el Instituto da Cultura Galega organizó una serie de cursos, donde durante toda la semana, y con un esfuerzo notable, impartía clases de Historia, Geografía, Arte, Lengua... a más de doscientas personas que día a día llenaban los salones. En 1983 fue sustituido, pero en 1985 comenzó de nuevo esa labor en otra entidad, el Hogar de Ribadumia.

## Obra
Bieito Cupeiro dejó dos obras publicadas, ambas en Ediciones de Castro, "Xornes" y "A Galicia de Alén-Mar". En la primera de ellas recrea sus vivencias en esta comarca mientras que en la segunda reconstruye la historia del galleguismo político en la Argentina.